# Marie-Pierre Duros
Marie-Pierre Duros (* 7. Juni 1967 in Saint-Brieuc) ist eine ehemalige französische Leichtathletin, die im Mittel- und Langstreckenlauf antritt. Ihren größten Erfolg feierte sie mit dem Sieg bei den Hallenweltmeisterschaften 1993 in Sevilla im 3000-Meter-Lauf.

## Sportliche Laufbahn
Erste internationale Erfahrungen sammelte Marie-Pierre Duros vermutlich im Jahr 1985, als sie bei den Junioreneuropameisterschaften in Cottbus in 4:18,34 min die Silbermedaille im 1500-Meter-Lauf gewann. 1987 gelangte sie bei den Weltmeisterschaften in Rom mit 9:14,61 min im Finale auf Rang 14 im 3000-Meter-Lauf und im Jahr darauf wurde sie bei den Crosslauf-Weltmeisterschaften 1988 in Auckland nach 19:49 min Elfte über die Langstrecke. Im selben Jahr nahm sie erstmals an den Olympischen Sommerspielen in Seoul teil und kam dort im Vorlauf über 3000 Meter nicht ins Ziel. Bei den Crosslauf-Weltmeisterschaften 1989 in Stavanger wurde sie nach 23:48 min 32. über die Langstrecke und sicherte sich in der Teamwertung die Silbermedaille hinter dem Team aus der Sowjetunion und im Jahr darauf kam sie bei den Europameisterschaften in Split im Finale über 3000 Meter nicht ins Ziel. 1991 siegte sie in 8:50,69 min über 3000 Meter bei den Hallenweltmeisterschaften in Sevilla und gelangte im Sommer bei den Weltmeisterschaften in Tokio mit 9:08,31 min im Finale auf Rang 15. Im Jahr darauf wurde sie bei den Crosslauf-Weltmeisterschaften 1992 in Boston nach 22:11 min 29. im Einzelbewerb und im selben Jahr nahm sie erneut an den Olympischen Sommerspielen in Barcelona teil. Dort schied sie über 1500 Meter mit 4:26,61 min im Halbfinale aus und kam über 3000 Meter im Finale nicht ins Ziel. 1995 startete sie im 5000-Meter-Lauf bei den Weltmeisterschaften in Göteborg, verpasste dort aber mit 16:48,66 min den Finaleinzug. Im Jahr darauf beendete sie dann ihre aktive sportliche Karriere im Alter von 29 Jahren.
1989 wurde Duros französische Meisterin im 1500-Meter-Lauf sowie 1987 und 1988 sowie 1991 und 1992 über 3000 Meter. Zudem wurde sie 1991 Landesmeisterin im Crosslauf.

## Persönliche Bestleistungen
- 1500 Meter: 4:08,18 min, 1. Juli 1989 in Dijon
- 3000 Meter: 8:38,97 min, 10. Juli 1989 in Nizza
  - 3000 Meter (Halle): 8:50,69 min, 9. März 1991 in Sevilla
- 5000 Meter: 16:48,66 min, 10. August 1995 in Göteborg